# Igors Miglinieks
Igors Miglinieks (* 4. května 1964 Riga) je bývalý lotyšský basketbalový rozehrávač, vysoký 194 cm. Vrcholovými basketbalisty byli i jeho otec Janis Miglinieks a bratr Raimonds Miglinieks. Jeho manželkou je zpěvačka Olga Rajecka.
Od roku 1981 hrál za klub VEF Riga. Se sovětskou reprezentací získal v roce 1982 titul na mistrovství Evropy v basketbalu hráčů do 18 let. V roce 1985 přestoupil do PBC CSKA Moskva, s nímž v roce 1988 vyhrál sovětskou basketbalovou ligu.
Se sovětskou reprezentací vyhrál soulský olympijský turnaj v roce 1988 a stal se tak prvním lotyšským olympijským vítězem v mužském basketbalu. Po otevření hranic působil v USA v klubu Erie Wave, pak se vrátil do VEF. V roce 1991 byl vybrán do týmu Evropy k exhibičnímu utkání na počest stého výročí vynálezu košíkové proti výběru Balkánu. Na Letních olympijských hrách 1992 hrál za tým Společenství nezávislých států, s kterým skončil na čtvrtém místě. Rozhodnutí Migliniekse a jeho krajana Gundarse Vētry nastoupit za SNS vyvolalo v čerstvě nezávislém Lotyšsku vlnu nesouhlasu.
Po ukončení hráčské kariéry se stal trenérem, v roce 1997 vedl lotyšskou reprezentaci v třinácti zápasech včetně účasti na mistrovství Evropy v basketbalu mužů 1997. S týmem AEL Limassol BC získal v letech 2005 a 2006 kyperský titul. Od roku 2018 je asistentem trenéra v čínském klubu Guangdong Southern Tigers.